# West Canton
West Canton è un census-designated place (CDP) degli Stati Uniti d'America, situato nello stato della Carolina del Nord, nella contea di Haywood. Secondo il censimento del 2020 gli abitanti di West Canton ammontavano a 1 265.
Prima della colonizzazione europea la zona di West Canton era abitata dai Cherokee.